# 1968 na literatura

## Mortes
| Data            | Nome                                  | Profissão                                | Nacionalidade  | Observações | Ref |
| --------------- | ------------------------------------- | ---------------------------------------- | -------------- | ----------- | --- |
| 13 de Janeiro   | Fernando Monteiro de Castro Soromenho | jornalista, ficcionista e etnólogo       | Portugal       | n. 1910     |     |
| 23 de Fevereiro | Fannie Hurst                          | escritora                                | Estados Unidos | n. 1889     |     |
| 12 de abril     | Afonso Pena Júnior                    | advogado, professor, político e ensaísta | Brasil         | n. 1879     |     |
| 14 de junho     | Salvatore Quasimodo                   | poeta                                    | Itália         | n. 1901     |     |
| 13 de Outubro   | Manuel Bandeira                       | poeta e escritor                         | Brasil         | n. 1886     |     |
| 25 de Novembro  | Upton Sinclair                        | escritor                                 | Estados Unidos | n. 1878     |     |
| 10 de Dezembro  | Thomas Merton                         | escritor                                 | Estados Unidos | n. 1915     |     |
| 20 de Dezembro  | Max Brod                              | escritor                                 | Chéquia        | n. 1884     |     |
| 20 de Dezembro  | John Steinbeck                        | escritor                                 | Estados Unidos | n. 1902     |     |

## Prémios literários
- Nobel de Literatura - Yasunari Kawabata
- Prémio Machado de Assis - Oscar Mendes
- Prêmio Hans Christian Andersen
  - José Maria Sanchez-Silva
  - James Krüss